# Ферганские погромы
Ферганские погромы (Ферганская Революция) — события мая — июня 1989 года в Ферганской области Узбекской ССР, связанные с межэтническим конфликтом между узбеками и турками-месхетинцами.

## Причина
Комментируя кровавые события, председатель Совета Национальностей Верховного Совета СССР (бывший первый секретарь ЦК Компартии Узбекистана) Рафик Нишанов на заседании Съезда народных депутатов заявил, что всё началось с ссоры на базаре из-за «тарелки клубники» (покупатель-турок нагрубил продавщице-узбечке и опрокинул клубнику, за неё заступились, началась драка и так далее).
Эту же точку зрения высказал в интервью председатель Совета министров Узбекской ССР Г. Х. Кадыров.

## Ход событий
16—18 мая 1989 года в городе Кувасай (на востоке Ферганской области) происходили драки между турецкой и узбекской молодёжью. 23 мая драки в Кувасае возобновились и переросли в крупные столкновения, которые продолжались два дня. В них участвовало несколько сотен человек. Толпа узбеков пыталась прорваться в кварталы, населённые турками-месхетинцами и другими меньшинствами, и устроить там погром. Власти попеременно пытались то уговаривать толпу, то разгонять её силой. После прибытия дополнительных сил милиции (около 300 человек) из других районов и областей беспорядки прекратились. По официальным данным, пострадали 58 человек, в том числе два милиционера, 32 из них были госпитализированы. На следующий день скончался один из избитых в драке, 26-летний этнический таджик Икром Абдурахманов.
Утром 3 июня в Ташлаке толпа узбекской молодёжи устремилась на улицы, где жили турки-месхетинцы. Начались поджоги их домов и избиение их хозяев. Затем толпа двинулась в посёлок Комсомольский, где им безуспешно пыталось противостоять подразделение внутренних войск. Дома турок-месхетинцев в Комсомольском также были разгромлены и сожжены. Часть погромщиков вернулась в Ташлак, где продолжила нападения на турок; произошли первые убийства. Бежавшие от погромщиков турки-месхетинцы собирались под охраной милиции в райкоме Компартии Узбекистана. К вечеру толпа численностью 300—400 человек учинила погромы и поджоги домов турок-месхетинцев в Маргилане. Произошли также нападения на турок-месхетинцев в Фергане.
С утра 4 июня автобусы в Ташлаке до полудня собирали и свозили турок-месхетинцев в здание райкома Компартии Узбекистана. К тому времени здесь собралось более 500 человек. В ночь с 3 на 4 июня в Фергану стали прибывать подразделения внутренних войск. С утра 4 июня нападения на турок-месхетинцев и поджоги возобновились в Фергане, Маргилане и Ташлаке. Погромы начались в других населённых пунктах, где жили турки-месхетинцы. Толпа узбеков требовала освобождения тех, кого милиция задержала накануне, и выдачи им турок-месхетинцев на расправу. В результате нападения частичному разгрому подверглись здания Ташлакского районного комитета Компартии Узбекистана и Ташлакского РОВД. Милиции удалось очистить помещение РОВД от погромщиков, но толпа в течение четырёх часов держала здание в осаде. Ранения получили 15 сотрудников милиции, один из них скончался.
В это время в Маргилане продолжались беспорядки. Утром 4 июня собрался митинг у кинотеатра, по требованию толпы выступила первый секретарь горкома Компартии Узбекистана Х. Ю. Мухитдинова. Её призывы к спокойствию толпой услышаны не были. Активисты митинга предъявили ультиматум: выдать турок-месхетинцев из здания горкома, отпустить задержанных накануне участников беспорядков и не мешать расправе узбеков над турками-месхетинцами. Во второй половине дня 4 июня толпа ворвалась в Маргиланский горком, но турок-месхетинцев оттуда уже успели эвакуировать. В Фергане с утра в центре города собирались возбуждённые толпы молодых людей, вооружённых палками и арматурой, которые били машины и киоски. Толпа окружила здание обкома Компартии Узбекистана, пыталась прорвать оцепление, бросала камни. Небольшой группе удалось проникнуть в здание. Толпа в 200—300 человек поджигала дома турок-месхетинцев около аэропорта. К вечеру в городе и в близлежащих кишлаках начались погромы турок-месхетинцев. 4 июня в кишлаке Сурхтепа колхоза имени Фрунзе Ахунбабаевского района местная молодежь нападала на турок-месхетинцев, выгоняла их и поджигала их дома.
Был принят Указ Президиума Верховного Совета Узбекской ССР о введении 4 июня комендантского часа в ряде районов Ферганской области.
5 июня в центре Ферганы на площади Ленина и у Ферганского обкома продолжались стихийные митинги. Толпе удалось прорваться в здание обкома Компартии Узбекистана, однако турки-месхетинцы оттуда уже были эвакуированы. В городе и в окрестностях продолжались погромы и поджоги домов, принадлежавших туркам-месхетинцам. 5 июня группы молодёжи также собирались в Кувасае, но их попытки начать столкновение были пресечены милицией. 5 июня погромы в Фергане продолжились, но к исходу дня внутренним войскам и милиции удалось их прекратить.

### Коканд
7 июня более 5 тысяч узбекских сельских жителей из близлежащих районов (Риштанского, Узбекистанского, Фрунзенского, а также Ташлакского, Ферганского и Папского района Наманганской области) на грузовиках, автобусах и тракторных прицепах отправились в Коканд. Там жили около 1,5 тысячи турок-месхетинцев, многие из них в предшествующие дни пытались выехать из города, но их задерживали и отправляли обратно выставленные на окраинах посты милиции. В Коканде толпа захватила кирпичный завод и здание ГОВД, которое вскоре было отбито милицией. Из следственного изолятора были освобождены силой 68 заключённых (по другим данным, они были отпущены властями по требованию толпы). Турки в надежде на спасение спрятались на автобазе и в санатории, но несмотря на это жертвы среди турецкого населения всё-таки были. Погромщики громили и жгли их дома, а также дома местных узбеков. В нескольких населённых пунктах Кировского района были захвачены отделения милиции, у сотрудников было отобрано табельное оружие.
Утром 8 июня в Коканде и окрестных населённых пунктах вновь вспыхнули беспорядки. Толпе удалось захватить железнодорожный вокзал Коканда, а на путях — состав с горючим. Из одной цистерны было слито топливо, его грозили поджечь и взорвать цистерны, если не будут освобождены задержанные и не будут выданы турки-месхетинцы и стрелявшие в толпу милиционеры. Также были заняты Новококандский химзавод, масложировой комбинат и другие предприятия (всего 12 объектов). Все они через короткое время, в том числе и железнодорожный вокзал с составами, были отбиты солдатами внутренних войск. На окраинах города продолжались грабежи и поджоги домов, принадлежавших туркам-месхетинцам, также было сожжено несколько домов местных сотрудников милиции. Большинство турок-месхетинцев было вывезено из города накануне, оставшихся 60 человек эвакуировали вертолётом.
Беспорядки в различных населённых пунктах Ферганской области продолжались до 11 июня.
К 18 июня из Ферганской области в 6 областей РСФСР авиацией было вывезено 16282 турка-месхетинца. Задним числом эвакуация турок-месхетинцев была оформлена Постановлением Совета Министров СССР № 503, от 26 июня 1989 года. Вывоз турок-месхетинцев был санкционирован личным распоряжением Председателя Совета Министров СССР Н. И. Рыжкова, что он позднее признал в своих мемуарах.
До конца 1989 года в Ферганской области сохранялся режим комендантского часа.

## Следственные действия
В Ферганской области ещё во время событий приступила к работе объединённая оперативно-следственная бригада Генеральной прокуратуры, МВД и КГБ СССР, которую возглавил заместитель начальника следственной части Генеральной Прокуратуры СССР А. В. Фролов. В составе бригады было 16 следственно-оперативных групп, включавших более 400 работников правоохранительных органов, в том числе около 230 следователей МВД и Прокуратуры.
По данным комиссии ЦК Коммунистической партии Узбекской ССР, во время июньских событий погибло 103 человека, из них 52 турка-месхетинца, 36 узбеков, травмы и увечья получили 1011 человек, было ранено 137 военнослужащих внутренних войск и 110 работников милиции, один из них (Т. Суванкулов) скончался; было сожжено и разграблено 757 жилых домов, 27 государственных объектов, 275 единиц автотранспорта.
К концу 1990 года к уголовной ответственности было привлечено 364 человека, административные аресты получили 408 человек. Судами за участие в беспорядках было осуждено к 1991 году около 100 человек, двое (Т. Парпиев и Г. Хуриев) — приговорены к смертной казни. В течение 5 лет после событий в суды было направлено в общей сложности 250 уголовных дел, была доказана вина 420 человек. К строгим мерам партийного воздействия было привлечено 124 человека. В частности, получили взыскания и сняты со своих должностей министр внутренних дел Узбекистана У. С. Рахимов, начальник УКГБ по Ферганской области Н. Г. Лесков, а также начальник Ферганского областного УВД С. Ю. Бурханов.